# دلس (داکوتای جنوبی)
دلس(به انگلیسی: Dallas) شهری در ایالت داکوتای جنوبی کشور ایالات متحده آمریکا است که جمعیت آن در سرشماری سال ۲۰۱۰ میلادی، ۱۲۰ نفر بوده‌است.